# Ampelopsis tomentosa
Ampelopsis tomentosa är en vinväxtart som beskrevs av Jules Émile Planchon och Adrien René Franchet. Ampelopsis tomentosa ingår i släktet Ampelopsis och familjen vinväxter. Utöver nominatformen finns också underarten A. t. glabrescens.